# Duomyia umbrosa
Duomyia umbrosa är en tvåvingeart som beskrevs av Mcalpine 1973. Duomyia umbrosa ingår i släktet Duomyia och familjen bredmunsflugor. Inga underarter finns listade i Catalogue of Life.